# Castello di Pezinok

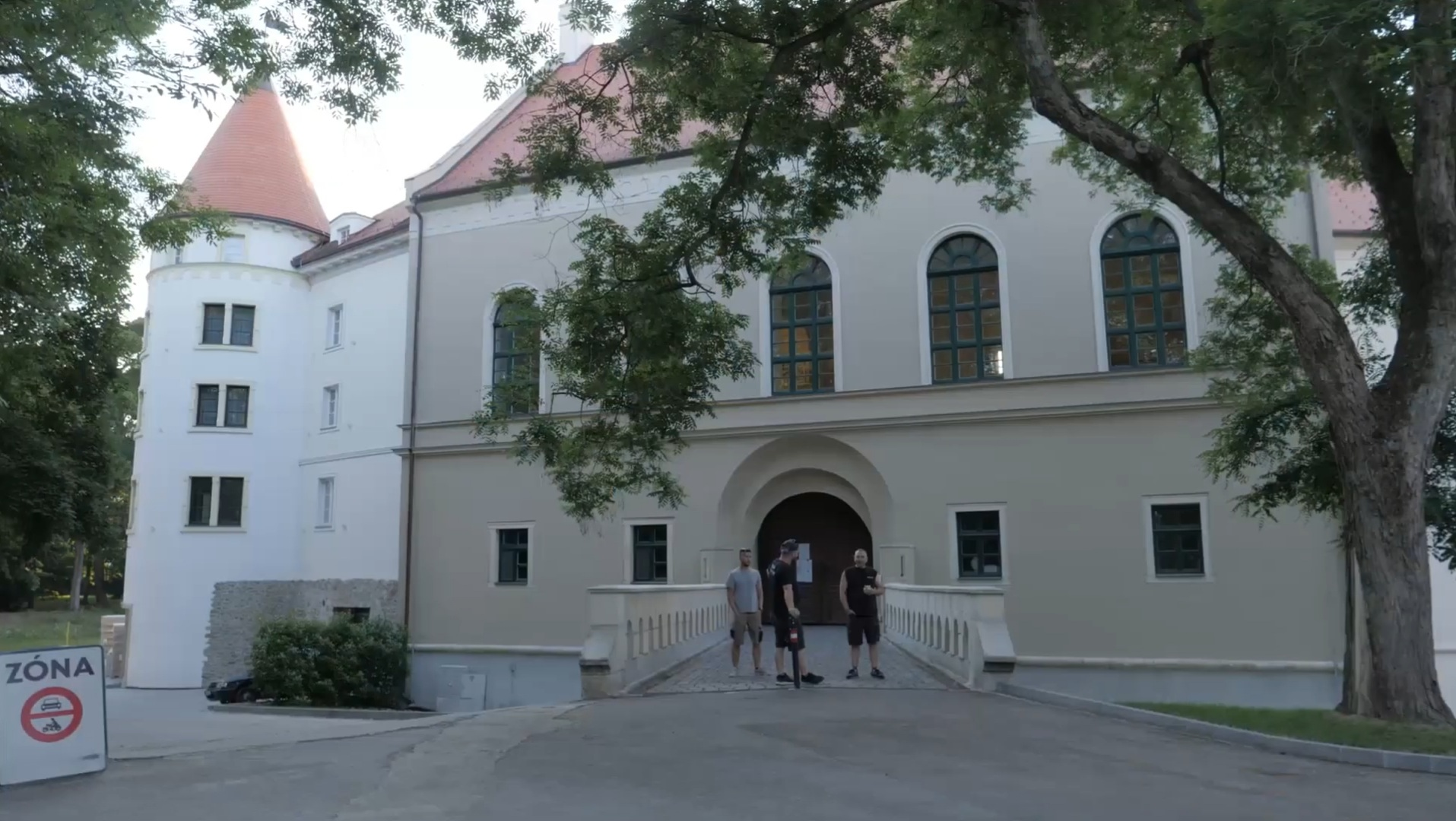
Il cancello d'ingresso con i ponti e la torre nel 2021

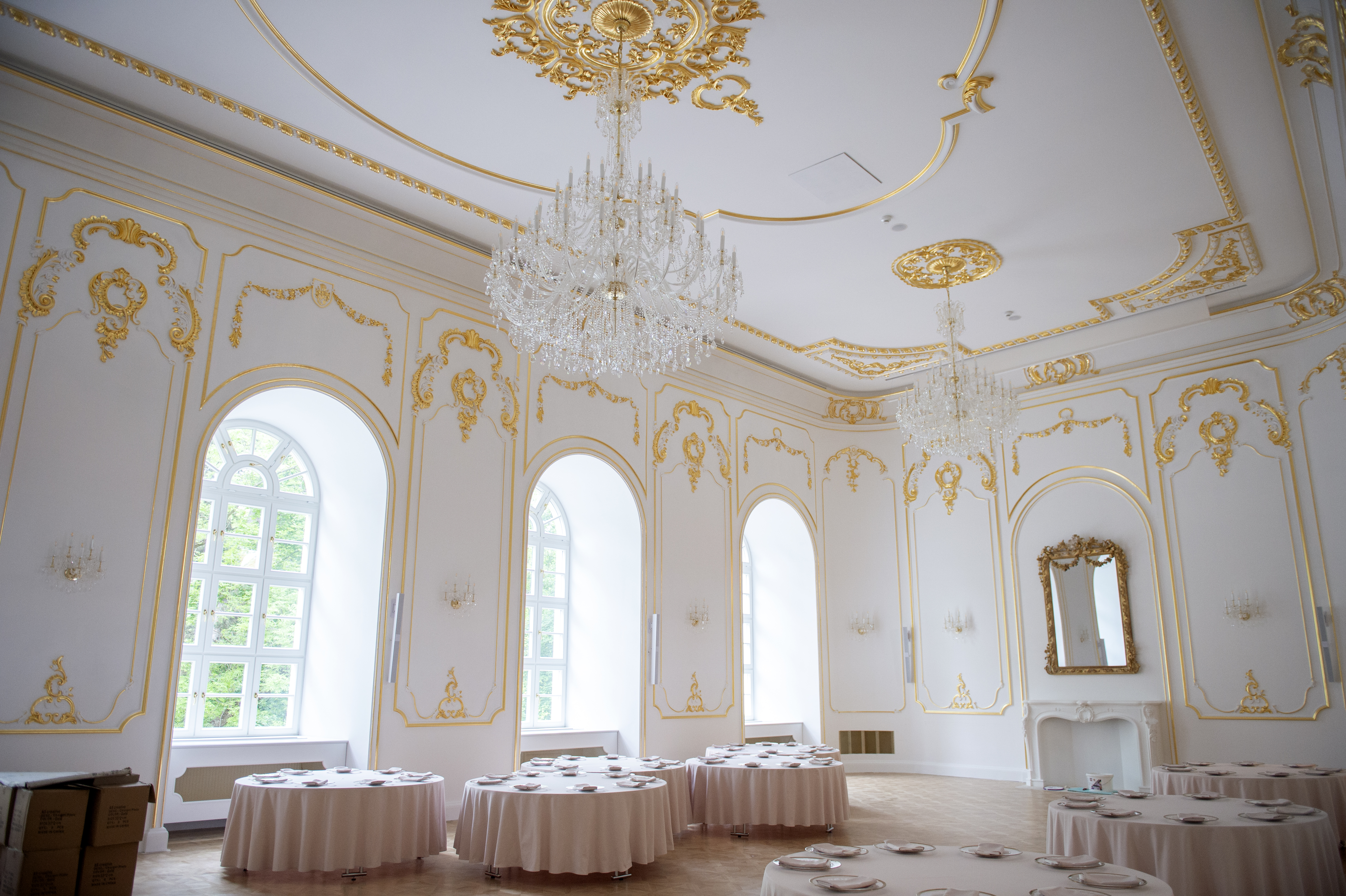
La Zlatá sála Kataríny Palffy (nel passato anche studio di registrazione della etichetta discografica slovacca Opus)

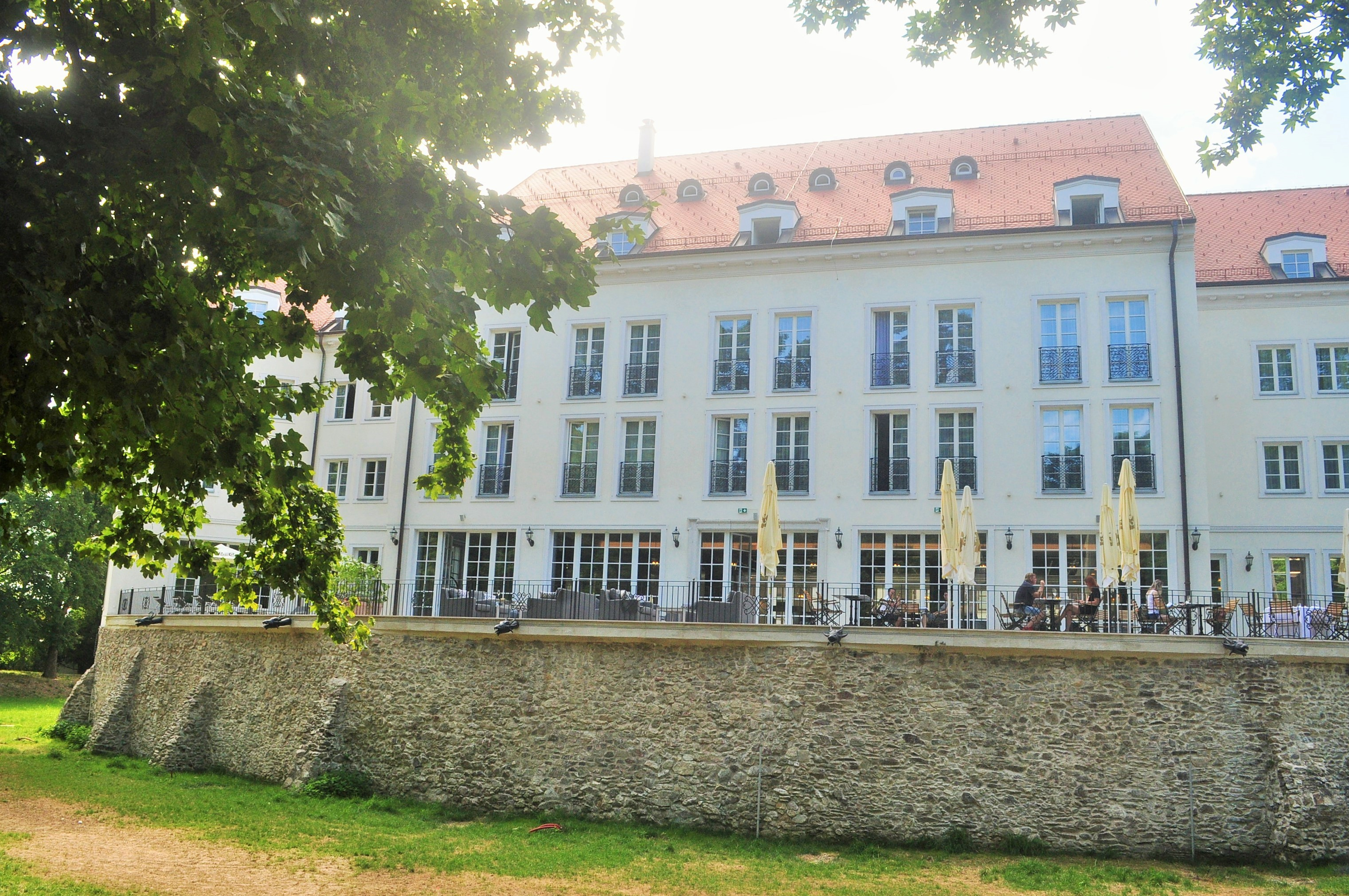
Vista del Palace Art Hotel dal parco

Il Castello di Pezinok (slovacco: Pezinský zámok o Zámok Pezinok) o Šimák Zámok Pezinok è un castello rinascimentale vicino al centro di città nel Parco del castello di Pezinok, che in origine era un palazzo medievale con fortificazioni che utilizzavano fonti d'acqua – un castello d'acqua.

## Storia

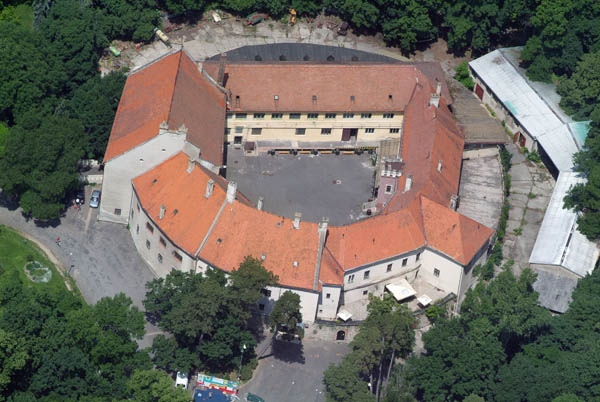
Vista aerea del castello di Pezinok nel 2008

Già prima dell'anno 1271, a Pezinok era stato costruito un castello che, come altri castelli della zona, fu attaccato dalle truppe di Ottocaro II di Boemia Fu costruito come castello d'acqua. Era circondato da due fossati riempiti con l'acqua del torrente di Cajla. Sopra di loro c'erano due ponti levatoi ponti. Sul terrapieno tra i fossati c'erano degli edifici annessi. I possedimenti della famiglia dei conti di Svätý Jur e Pezinok (che alla fine si divise in due rami) furono spesso divisi dai suoi membri. Un'azione del genere ebbe luogo a Pezinok nel 1401. La divisione non fu facile: le dispute durarono fino al 1429. Il conte Juraj e suo fratello Nicola, che erano tra le famiglie nobili più ricche e influenti dell'Ungheria, si divisero il castello e la città di Pezinok. In questa divisione sono state descritte le singole parti divise e anche il castello. Quando nel 1575 il castello fu prestato a Ivan Krušič, vennero avviati i lavori di riparazione che furono proseguiti subito dopo dal nuovo proprietario István Illésházy. Il castello assunse un nuovo aspetto rinascimentale, gli edifici residenziali e agricoli furono ampliati e modificati.
Ivan Krušič ha lasciato una targa con il suo stemma e la sua iscrizione, che si trova nel cortile sulla facciata della torre interna. L'iscrizione recita: "MAGNIFICVS DONVS IOANES KRVSITH // LIBER BARO DE LEPOGLAVA COMES COMITA= // =TAS LIPTOVIENSIS AC SACRE CESAREAE // REGIAEQ MTIS CONSILIARIVS ET IN REGNO HVNGARIAE MAGISTER CVRIAE".
Sopra il cancello d'ingresso dal lato del cortile si trova una targa dedicata a István Illésházy con l'iscrizione: "HONORABILIS AC MAGCVS DOMINVS, D. // COMES STEPHANVS DE ILIESHAZA, PALA // TINVS REGNI HVNGARIAE, IVDEX CVMANO // RVM AC COMITAVVM THRENCHIN ET LYPTO // COMES, SAC: REG: MATIS MATHIAE 2: REGIS // HVNGARIAE. ZC. CONSILIARIVS ET PER HVN // GARIAM LOCVMTENENS. ZC. AC CATHARINA // PALFY DE ERDŐD, CONSORS, // FECERVNT. ANNO: 1609". Lo stemma di István Illéšházy e di sua moglie Katarina Pálffy si trova sopra il portale sul lato destro del cortile.
Nel XVII secolo il castello fu abbandonato e riparato nel 1718 da Ján Pálffy. Una pianta di Pezinok del 1785 mostra l'area del castello. Nel XIX secolo, la famiglia Pálffy fece apportare due modifiche: nel 1844 (questo anno è inciso su una targa sulla facciata della torre con lo stemma dei Pálffy e le iniziali P. K.) e soprattutto dopo il 1875, quando una parte del castello fu completamente ricostruita in un edificio romantico. Solo dopo queste modifiche del castello in una residenza signorile, il carattere di fortificazione (difensivo) del castello fu soppresso. In questo periodo, anche il giardino intorno al castello fu trasformato in un parco all'inglese con alberi rari. Nel 1875 un incendio distrusse la parte settentrionale del castello. Alla fine del XIX secolo, la parte meridionale (dove oggi si trova l'enoteca del castello) fu ricostruita in stile Romantico e Neo-Rinascimentale. Questa forma si è conservata fino ad oggi.
Il castello subì importanti modifiche negli anni 1940 – 1943, quando il nuovo proprietario – la Cooperativa Slovacca della Vigna – fece ridipingere le cantine e costruire un edificio amministrativo sul luogo della parte bruciata, in uno stile inappropriato. Nell'edificio è conservata una grande sala storica, decorata con dipinti del pittori. Famiglia Bart. 
Il castello ha conservato il suo aspetto medievale di castello d'acqua, oggi unico in Slovacchia, nonostante le numerose ricostruzioni.

## Ricostruzione

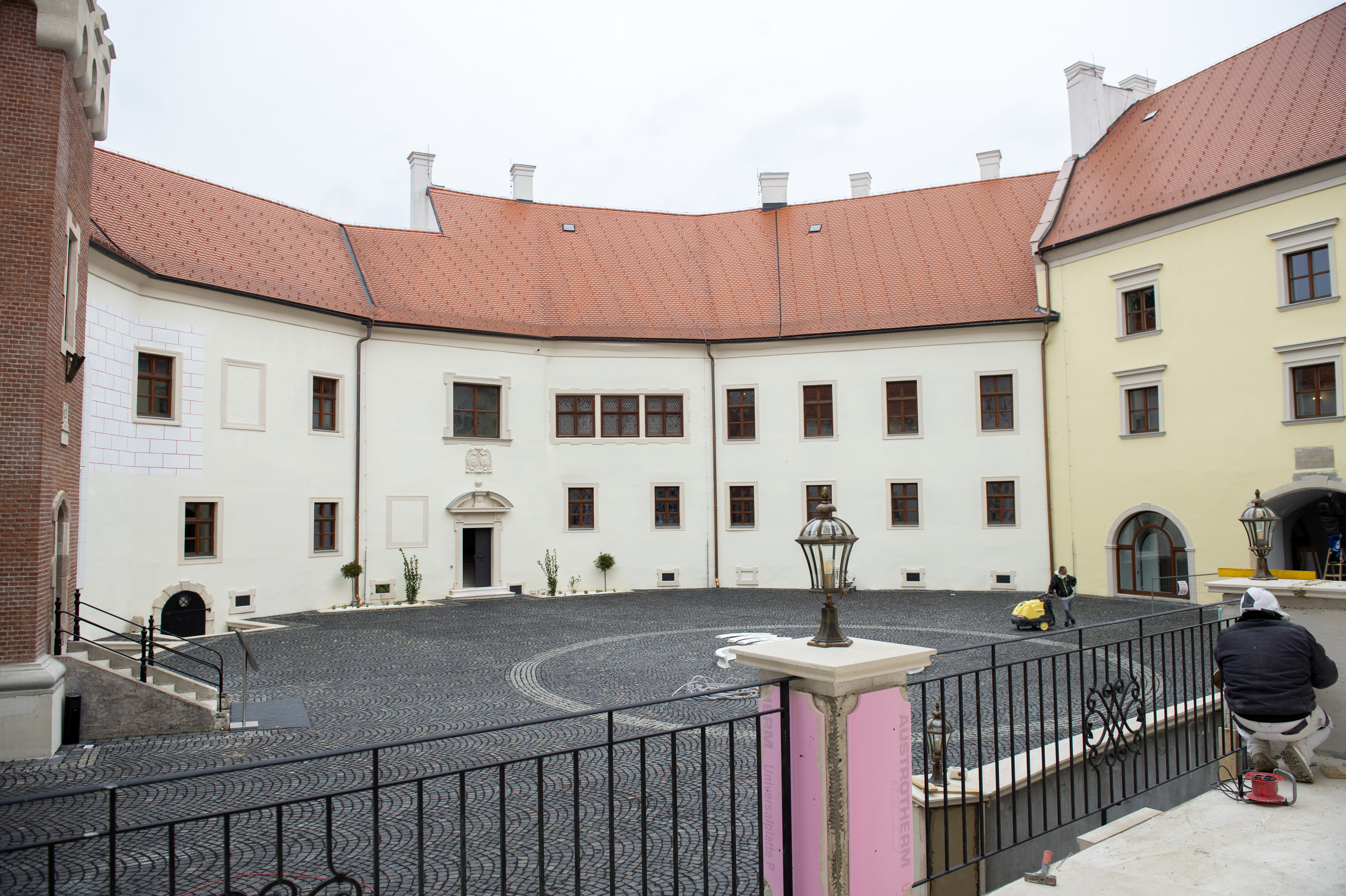
Il cortile del castello dopo la ricostruzione

Nella prima metà del 2019, il castello è stato sottoposto a un'ampia ricostruzione della facciata e degli interni. Al posto dell'edificio amministrativo di epoca socialista è stato costruito un hotel con ristorante e wellness, chiamato Palace Art Hotel, e al centro del cortile ristrutturato è stata aggiunta una fontana.

## Esterno
Il nucleo più antico dell'attuale castello risale all'inizio del XIV secolo e consisteva in una sorta di castello d'acqua. L'area del castello era circondata da un doppio muro. Il muro esterno (parkán) aveva una porta, sopra la quale si trovava una torre. La parte interna della pianta circolare era occupata da una torre e da edifici residenziali. Era racchiusa da un muro difensivo e la sua porta era accessibile attraverso un ponte su un fossato. Le ricostruzioni successive hanno completamente cancellato questa forma del castello.